# Quionga
Quionga (antigamente Kionga) é uma localidade situada junto à foz do rio Rovuma, no norte de Moçambique. A povoação nela existente constitui-se num posto administrativo do distrito de Palma.
A povoação deu o nome ao território designado por Triângulo de Quionga, integrado no território de Moçambique no final da I Grande Guerra.

## História

### Triângulo de Quionga
Em 1886, a Alemanha e Portugal tinham acordado no rio Rovuma como a fronteira oficial entre a então África Oriental Alemã (atual Tanzânia) e a colônia portuguesa de Moçambique.
Em 1892, contudo, os alemães afirmaram  que os portugueses não tinham nenhum direito na parte norte do cabo Delgado, a aproximadamente 32 quilômetros ao sul da foz do Rovuma. Em virtude disso, em 1894 a marinha alemã tomou Quionga, e as forças desse país ocuparam seu interior, forjando o que viria a ser chamado «triângulo Kionga» (uma área de cerca de 395 quilômetros quadrados).
Na Primeira Guerra Mundial, esse território foi reanexado pelos portugueses, e nos termos do Tratado de Versalhes tornou-se a única aquisição territorial de Portugal nessa guerra.